# James Gregory
James Gregory (Drumoak, novembro de 1638 — outubro de 1675) foi um matemático e astrônomo escocês.
Nasceu em Drumoak, Aberdeenshire, foi professor na Universidade de St Andrews e na Universidade de Edimburgo.
Em 1660 publicou a Optica Promota na qual descreveu o telescópio de reflexão, conhecido como telescópio gregoriano.
Em matemática, é conhecido pela primeira demonstração do teorema fundamental do cálculo e pela descoberta das séries de Taylor (anos antes de Taylor).